# یواس‌اس آر-۲۷ (اس‌اس-۱۰۴)
یواس‌اس آر-۲۷ (اس‌اس-۱۰۴) (به انگلیسی: USS R-27 (SS-104)) یک زیردریایی بود که طول آن ۱۷۵ فوت (۵۳ متر) بود. این زیردریایی در سال ۱۹۱۸ ساخته شد.